# Hinteres Buchhaus

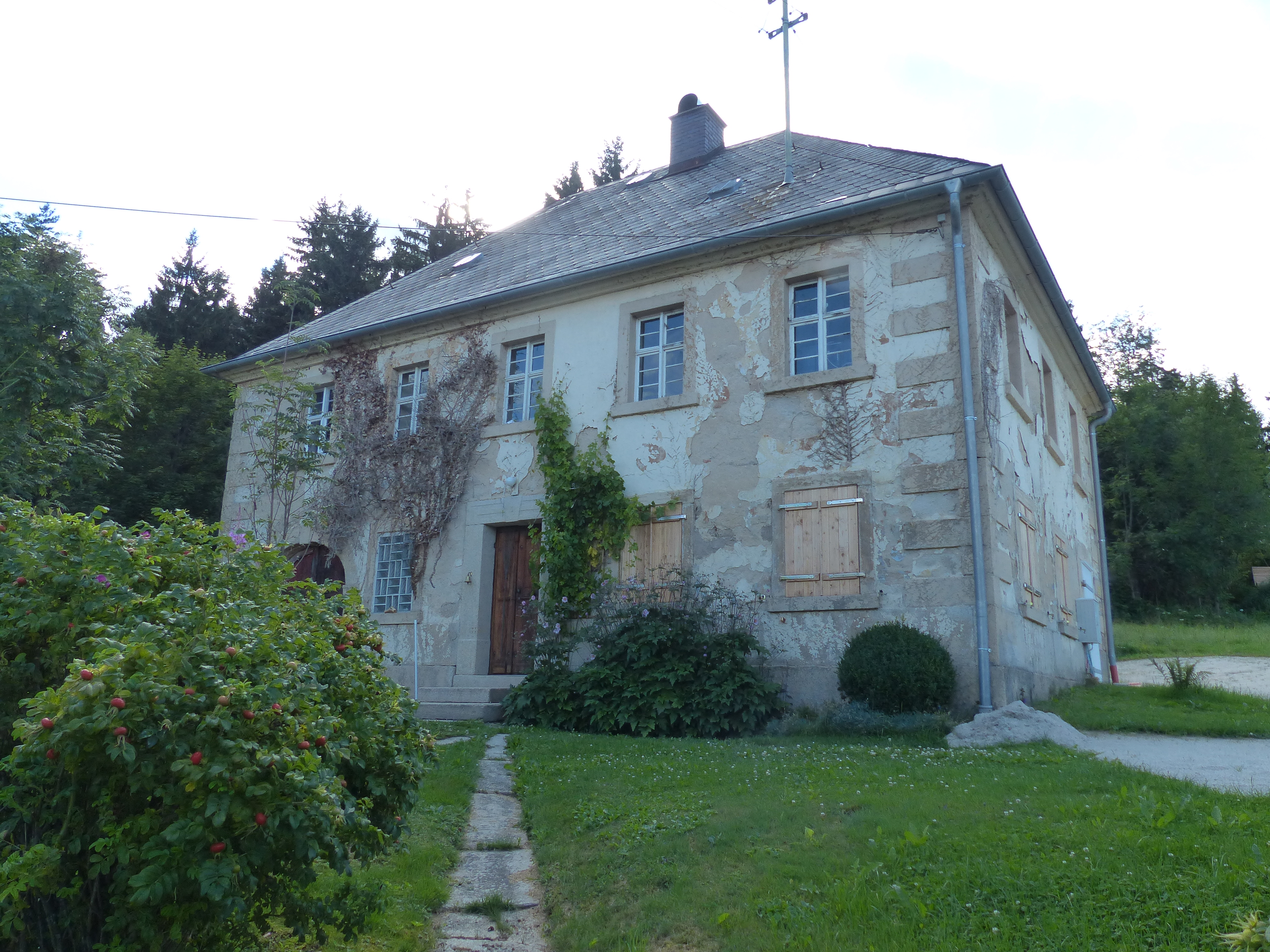
Denkmalgeschütztes Handwerkerhaus

Hinteres Buchhaus ist ein Gemeindeteil der Stadt Kirchenlamitz im Landkreis Wunsiedel im Fichtelgebirge (Oberfranken, Bayern).
Der Weiler liegt an der Kreisstraße WUN 1 zwischen Kleinschloppen und Epprechtstein.
Im Ort steht ein Handwerkerhaus mit Walmdach und Eckquaderung unter Denkmalschutz.